# Carpias villalobosi
Carpias villalobosi är en kräftdjursart som först beskrevs av Alberto Carvacho 1983.  Carpias villalobosi ingår i släktet Carpias och familjen Janiridae. Inga underarter finns listade i Catalogue of Life.